# بیماری خودایمنی
بیماری خودایمنی (به انگلیسی: Autoimmune disease) به دسته‌ای از بیماری‌ها گفته می‌شود که بر اثر خودایمنی ایجاد شوند. بیماری خودایمنی هنگامی رخ می‌دهد که دستگاه ایمنی بدن به اشتباه حمله به خود بدن را آغاز می‌کند
بیماری‌های خودایمنی می‌توانند اندام‌ها و بافت‌هایی از جمله گلبول‌های سرخ خون، عروق خونی، غده تیروئید، لوزالمعده، عضلات، مفاصل و پوست را درگیر کنند

## گونه‌ها
از جمله بیماری‌های خودایمنی شناخته‌تر می‌توان به لوپوس، آرتریت روماتوئید و اسکلروز متعدد (ام‌اس) اشاره کرد. اغلب این بیماری‌ها مزمن هستند، اما بسته به نوع عارضه ممکن است قابل کنترل باشند.
تاکنون ۸۰ نوع از بیماری‌های خودایمن شناسایی شده‌اند که طیف وسیعی از بافت‌ها و سلول‌های بدن را در بر می‌گیرد. این بیماری‌ها بیماری‌های مزمنی هستند که مادام‌العمر با فرد باقی‌مانده و قابلیت درمان صد در صد ندارند.

### فهرست برخی بیماری‌های خودایمنی
MSودیابت نوع ۱نیز نوعی بیماری خودایمنی است.
| نام                        | درمان      |
| اریتم گرهی                 |            |
| اسپوندیلوآرتروپاتی         |            |
| اسپوندیلیت آنکیلوزان       | رد شده     |
| اسکلرودرمی                 | رد شده     |
| اسکلروز جانبی آمیوتروفیک   |            |
| اسکیزوفرنی                 | رد شده     |
| التهاب رگ                  | پذیرفته    |
| التهاب عروقی تاکایاسو      |            |
| آرتریت ایدیوپاتیک جوانان   |            |
| آرتریت پسوریازیس           | پذیرفته    |
| آرتریت تمپورال             | پذیرفته    |
| آندومتریوز                 | رد شده     |
| بیماری آدیسون              |            |
| بیماری بهجت                | پذیرفته    |
| بیماری سلیاک               | پذیرفته    |
| بیماری گریوز               | پذیرفته    |
| بیماری مزمن انسدادی ریه    | رد شده     |
| پانداس                     | رد شده     |
| پسوریازیس                  | پذیرفته    |
| پلی آرتریت ندوزا           |            |
| پلی‌میوزیت                  | پذیرفته    |
| پلی‌نوریت                   | پذیرفته    |
| پورپورای ناشناس کاهش پلاکت | پذیرفته    |
| پورپورای هنوخ شوئن لاین    |            |
| پیسی                       | رد شده     |
| تب روماتیسمی               | پذیرفته    |
| ترومبوسیتوپنی              |            |
| درماتومیوزیت               | پذیرفته    |
| درماتیت                    |            |
| روماتیسم مفصلی             | پذیرفته    |
| سارکوئیدوز                 | رد شده     |
| مالتیپل اسکلروزیس          | پذیرفته    |
| سندرم چرگ اشتراوس          |            |
| سندرم دویک                 |            |
| سندرم شوگرن                | پذیرفته    |
| سندروم پای بی‌قرار          | رد شده     |
| سیروز صفراوی               | پذیرفته    |
| شاگاس                      | رد شده     |
| طاسی منطقه‌ای               | پذیرفته    |
| فلج چندگانه                | پذیرفته    |
| کرایوگلوبولینمی            |            |
| کرون (بیماری)              | پذیرفته    |
| کم‌خونی پرنیشیوز            | پذیرفته    |
| کم‌خونی همولیتیک خود ایمنی  | پذیرفته    |
| کم‌کاری تیروئید هاشیموتو    | پذیرفته    |
| کولیت زخمی                 | پذیرفته    |
| گرانولوماتوز وگنر          | پذیرفته    |
| گلومرولونفریت              | بعضی اوقات |
| لوپوس اریتماتوی دیسکوئید   |            |
| لوپوس منتشر                |            |
| لیکن پلان                  | پذیرفته    |
| میاستنی گراویس             | پذیرفته    |
| نشانگان آگلوتینین سرد      | پذیرفته    |
| نشانگان درسلر              |            |
| نشانگان رایتر              |            |
| نشانگان رینود              | رد شده     |
| نشانگان کاوازاکی           | رد شده     |
| نشانگان کوشینگ             |            |
| نشانگان گیلن باره (GBS)    | پذیرفته    |
| نشانگان منییر              |            |
| پمفیگوس ولگاریس            | پذیرفته    |
| هیدرادنیت چرکی             |            |
| یوئیت                      | پذیرفته    |

## بیماری‌زایی
بیماری‌های خودایمنی زنان را بیشتر از مردان گرفتار می‌کنند و در برخی از خانواده‌ها و میانسالان شایع‌تر هستند (که می‌تواند زمینه ارثی داشته باشد).
ارتباط مستقیمی با سیستم اعصاب داشته و در علم روانشناختی ارتباط آن با ضمیر ناخودآگاه کشف شده‌است بنابراین هیپنوتیزم و مدیتیشن و ورزش‌های آرامبخش مثل یوگا و پیاده‌روی تأثیر مؤثری در کنترل آن دارد.
علائم این بیماری‌ها رفت و برگشت دارد، ممکن است بیمار مدتی هیچ علامتی نداشته باشد و بعد حمله شدید و ناگهانی بیماری رخ دهد که به آن شعله‌ورشدن بیماری می‌گویند.

## نشانه بیماری
علائم و شدت بیماری در انواع مختلف این بیماری‌ها متفاوت است.

## درمان
علاوه بر داروهایی که بر درمان این بیماری‌ها به کار می‌رود، کاهش استرس هم به بهبودی علائم کمک می‌کند. مراقبه و خودهیپنوتیسم نیز به برخی افراد کمک می‌کند.
افراد مبتلا به بیماری‌های خودایمنی باید عادات سالمی مانند انجام مداوم ورزش، خوردن رژیم غذایی مناسب و داشتن خواب کافی را برگزینند. خوردن پوست انگور، توت فرنگی و توت سیاه به منظور کاهش التهاب و مصرف روزانهٔ میوه و سبزیجات تازه و مولتی ویتامین برای مهار پاسخ ایمنی مفید است.
از دیگر کارهایی که در درمان این بیماری‌ها انجام می‌شود، کار روی سلول‌های بنیادی مغز استخوان است. سلول‌های بنیادی روی محیط کشت رشد داده شده و سپس به سلول‌های مختلف که می‌توانند در مهار یا درمان بیماری‌های خودایمن مورد استفاده قرار گیرند تمایز می‌یابند. اینکه چرا از سلول‌های بنیادی استفاده می‌شود این است که از یک طرف سلول‌های بنیادی مغز استخوان خودشان موادی ترشح می‌کنند که سیستم ایمنی را مهار می‌کند و از طرف دیگر اگر بتوان آن را به سلول‌هایی که توسط بیماری خودایمن تخریب شده‌اند، تمایز داد، می‌توان آن‌ها را جایگزین بافت آسیب‌دیده کرد، مثل درمان ام‌اس یا دیابت نوع ۱.